# Cedric de Montalk
Cedric de Montalk właściwie Cedric Vaile Potocki of Montalk (ur. 1905, zm. ?) – nowozelandzki i polski badacz genealogii i historii rodu Potockich, publicysta, młodszy brat poety i pisarza Geoffreya Władysława Vaile hrabiego Potocki de Montalk.
Jego praprapradziadem był Józef Klemens Czartoryski, prapradziadkiem Franciszek Piotr Potocki, pradziadkiem Józef Franciszek Jan Potocki, dziadkiem Edmund Józef Potocki de Montalk, ojcem zaś architekt Robert Wladislas Potocki de Montalk. 
Od 1933 r.,  wraz z bratem prowadził badania na genealogią rodu Potockich stwarzając dokładne drzewo genealogiczne opublikowane wspólnie z bratem. Efektem jego pracy było dotarcie do wielu nieznanych dokumentów zarówno w Polsce jak i we Francji. Odtworzyli  również jako pierwsi dokładnie nowozelandzką gałąź rodziny.  
26 maja 1937 r., uzyskał polskie obywatelstwo  z racji „udokumentowanego pochodzenia od hrabiego Józefa Franciszka Potockiego”. 
Mieszkał w Faro w Portugalii. 